# Irrawaddy
Irrawaddy, numit în birmană Ayeryarwady, fluviu în Asia Meridională, al cărui curs măsoară 2.092 de kilometri este cel mai lung fluviu din Birmania. Izvorăște din estul munților Himalaya (unde formează trei defilee), traversează Munții Shan și se varsă în Marea Andaman printr-o deltă de circa 38.000 km², care înaintează în mare cu circa 50 metri anual. 

Din cauza climatului musonic, există mari variații sezoniere de nivel în perioada martie - octombrie, în cursul inferior până la 8 - 11 metri. Vara este navigabil pe circa 1.140 kilometri sau pentru vase mici.

## Geografie
Irrawaddy ia naștere la nord de orașul Myitkyina, prin unirea apelor râurilor Mali și Nmai. Ambele izvorăsc de lângă granița nordică dintre China și Myanmar, în Munții Hengduan, o prelungire estică a lanțului Himalaya.